# Kenan Kodro
Kenan Kodro (San Sebastián, 19 de agosto de 1993) é um futebolista espanhol naturalizado  bósnio que atua como atacante. Atualmente joga no Fehérvár.

É filho do ex-futebolista e hoje treinador Meho Kodro.

## Carreira
Kenan Kodro começou a carreira no time B da Real Sociedad. Em 2014, foi contratado pelo Osasuna. Atualmente joga pelo Athletic Bilbao. 

## Títulos

#### Athletic Bilbao
- Supercopa da Espanha: 2020-21